# Centromerus qingzangensis
Centromerus qingzangensis är en spindelart som beskrevs av Hu 200. Centromerus qingzangensis ingår i släktet Centromerus och familjen täckvävarspindlar. Inga underarter finns listade i Catalogue of Life.